# Kirow (Tadschikistan)
Kirowski (tadschikisch Киров) ist eine Siedlung städtischen Typs in der Provinz Chatlon in Tadschikistan. Es ist Teil des Rajon Wachsch.

## Geschichte
Der Status einer Siedlung städtischen Typs bekam die Siedlung 1938. Bis in die 1970er Jahre trug das Dorf den offiziellen Namen Sowchos Kirow.

### Bevölkerungsentwicklung
| Jahr | Einwohner                    |
| ---- | ---------------------------- |
| 1959 | 10.281                       |
| 1970 | 12.600                       |
| 1979 | 02.682                       |
| 1989 | 04.185                       |
| 2022 | 05.800 (Schätzung, gerundet) |